# Метробудівський провулок
Метробудівський провулок — зниклий провулок, що існував у Жовтневому, нині Солом'янському районі міста Києва, місцевість Відрадний. Пролягав від Метробудівської вулиці до Калиновицької вулиці.

## Історія
Провулок виник наприкінці 1950-х років під назвою Нова вулиця. Назву Метробудівський провулок набув 1958 року. Ліквідований 1977 року у зв'язку з переплануванням.